# إلفيس ساريتش
إلفيس ساريتش هو لاعب كرة قدم بوسني ولد في دوبروفنيك عام 1990 لعب سابقاً في النادي الأهلي السعودي، في مركز الوسط. مثّل منتخب البوسنة والهرسك لكرة القدم.
| النادي        | الموسم    | دوري البوسنة والهرسك الممتاز | دوري البوسنة والهرسك الممتاز | البوسنة | البوسنة | الدوري الأوروبي 2017–18 | الدوري الأوروبي 2017–18 | المجموع | المجموع |
| النادي        | الموسم    | الألعاب                      | أهداف                        | الألعاب | أهداف   | الألعاب                 | أهداف                   | الألعاب | أهداف   |
| ------------- | --------- | ---------------------------- | ---------------------------- | ------- | ------- | ----------------------- | ----------------------- | ------- | ------- |
| نادي ساراييفو | 2016-2017 | 27                           | 4                            | 7       | 0       | -                       | -                       | 34      | 4       |
| نادي ساراييفو | 2017-2018 | 16                           | 3                            | 1       | 0       | 2                       | 1                       | 19      | 4       |
| نادي ساراييفو | المجموع   | 43                           | 7                            | 8       | 0       | 2                       | 1                       | 52      | 8       |

## الدولية
آخر تحديث 31 يناير 2018..
| المنتخب الوطني                   | العام | لعب | أهداف |
| -------------------------------- | ----- | --- | ----- |
| منتخب البوسنة والهرسك لكرة القدم | 2018  | 2   | 0     |
| مجموع                            | مجموع | 2   | 0     |

## روابط خارجية
- إلفيس ساريتش على موقع الاتحاد الأوربي (الإنجليزية)
- إلفيس ساريتش على موقع دوري كوريا الجنوبية (الإنجليزية)
- إلفيس ساريتش على موقع قاعدة بيانات كرة القدم.إي يو (الإنجليزية)
- إلفيس ساريتش على موقع ناشيونال فوتبول تيمز (الإنجليزية)
- إلفيس ساريتش على موقع Soccerway.com (الإنجليزية)